# Bitwa pod Roslin
Bitwa pod Roslin – starcie zbrojne, które miało miejsce 24 lutego 1303 koło wioski Roslin w Midlothian między szkockimi powstańcami pod dowództwem Johna Comyna, lorda Badenoch i Simona Frasera a wojskiem angielskim dowodzonym przez Johna Segrave'a podczas pierwszej wojny o niepodległość Szkocji. Zakończyła się zwycięstwem Szkotów.
Dowodzony przez Frasera, liczący ok. 5 tysięcy oddział szkocki ukrył się w lesie na zachodnim brzegu rzeki Esk i pod osłoną ciemności, wykorzystując element zaskoczenia zaatakował angielskie obozowisko z ok. 8 tysiącami żołnierzy. Wielu Anglików zostało zabitych we śnie. Niektórzy Anglicy próbowali uciec do lasu w kierunku południowo-zachodnim, jednak wpadli w zasadzkę oddziału Comyna. Straty Anglików były tak wielkie, że Segrave poddał się, żeby uniknąć całkowitego unicestwienia swoich sił.
Tego samego dnia Szkoci pokonali drugi angielski oddział pod dowództwem Ralpha de Confreya.